# Левченко, Александр Дмитриевич
Александр Дмитриевич Левченко (1914—1995) — участник советско-финской войны, разведчик в годы Великой Отечественной войны, Герой Советского Союза, Почётный железнодорожник.

## Биография
Родился 17 сентября 1914 года в городе Москве в семье рабочего. Русский. Окончил 9 классов. Учился в педагогическом институте. В Красной Армии с 1939 года. Участник советско-финской войны 1939—1940 годов.
Участник Великой Отечественной войны с июня 1941 года. Командир отделения разведки взвода управления 107-го лёгкого артиллерийского полка (46-я лёгкая артиллерийская бригада, 12-я артиллерийская дивизия, 4-й артиллерийский корпус прорыва, 65-я армия, 1-й Белорусский фронт), старший сержант. В деревне Гончаров Подел (ныне Гончаровка Речицкого района Гомельской области) 11 ноября 1943 года с бойцом отделения он проник в тыл противника, захватил 2 противотанковых орудия, препятствовавших движению наших танков, сообщил по радио обстановку и удержал позицию до прибытия подкрепления. Звание Героя Советского Союза было присвоено 29 марта 1944 года.
После войны старшина Левченко демобилизован. Работал на железнодорожном транспорте, сначала слесарем, а затем помощником машиниста Локомотивного депо Москва-Курская (ТЧЭ-1) Московской железной дороги. Никто не знал, что он Герой Советского Союза. Был скромен и трудолюбив. Однажды руководству депо позвонили из райкома КПСС и сообщили, как они будут чествовать в День Победы Александра Дмитриевича Левченко. Все были удивлены этой информацией. Из рассказа бывшего начальника ТЧ-1 О. К. Филиппова выяснилось, что уже в мирное время Левченко совершил ещё один подвиг, когда, рискуя жизнью, спас в чрезвычайной ситуации своего напарника — машиниста поезда. Уже будучи пенсионером, часто приезжал в локомотивном депо, входил в состав совета ветеранов депо. Имел звание Почётный железнодорожник.
В послевоенные годы Александр Дмитриевич Левченко проживал в частном доме в посёлке Кокошкино, ранее Наро-Фоминского района Московской области, ныне входящего в состав Новомосковского административного округа города Москвы. В книге Леонида Дробышевского «На берегу Нары» есть такие строки: «В посёлке Кокошкинская Наро-Фоминского района на улице Первомайской живёт А. Д. Левченко — человек большой скромности и трудолюбия. Это бывший боевой разведчик. Александр Дмитриевич — Герой Советского Союза».
Умер 5 февраля 1995 года. Похоронен А. Д. Левченко на Калитниковском кладбище города Москвы.